# Partito della Riforma (Lettonia)
Il Partito della Riforma (in lettone: Reformu partija, RP), chiamato fino all'aprile del 2012 Partito della Riforma di Zatlers (Zatlera reformu partija, ZRP), è un partito politico fondato in Lettonia dal Presidente della Repubblica uscente Valdis Zatlers.
Il 9 luglio 2011 Zatlers annunciò che il 23 luglio 2011 avrebbe fondato un nuovo partito, lo stesso giorno del referendum sullo scioglimento del Parlamento. Zatlers venne eletto presidente del nuovo partito con 251 voti favorevoli e 2 contrari. Egli annunciò che il Partito della Riforma non avrebbe collaborato con i tre partiti "oligarchici" (l'Unione dei Verdi e degli Agricoltori, il Primo Partito di Lettonia - Via Lettone ed il Partito Popolare).
Alle elezioni parlamentari 2011, il partito ottenne 22 seggi, diventando così il secondo partito della Lettonia, dietro il Centro dell'Armonia. Il Partito della Riforma formò una coalizione con Unità e con Alleanza Nazionale. In base agli accordi Valdis Dombrovskis doveva essere riconfermato Primo ministro mentre Zatlers doveva essere eletto Presidente del Saeima. Tuttavia, il 17 ottobre 2011, Zatlers non venne eletto Presidente come stabilito negli accordi, e al suo posto venne rieletta Solvita Āboltiņa, del partito Unità. Sei deputati del ZRP lasciarono così il partito per passare tra i non iscritti.
In occasione delle elezioni politiche del 2014 il Partito della Riforma ha annunciato un patto elettorale con il partito Unità, già partner nella coalizione di governo.